# Lesegeschwindigkeit
Allgemein ist unter Lesegeschwindigkeit die Schnelligkeit zu verstehen, in der jemand vorgegebene Texte laut oder still liest. Je vertrauter die Texte sind und je weniger komplex die geforderte Artikulation ist, desto rascher kann eine Person die Texte lesen. Neben diesen intraindividuellen Unterschieden herrschen erhebliche interindividuelle Differenzen der Lesegeschwindigkeit.

## Buchstabenlesen
In der Informationspsychologie wird ein einfacher standardisierter Lesetest eingesetzt, um mittels der Lesegeschwindigkeit die Informationsverarbeitungsgeschwindigkeit in den Maßeinheiten bit/s zu messen. Es handelt sich um den Untertest „Buchstabenlesen“ aus dem Kurztest für allgemeine Basisgrößen der Informationsverarbeitung (KAI). Die Testperson (Proband, Patient) soll auf einem Kärtchen eine Zeile von 20 stochastisch unabhängig gezogenen Buchstaben so rasch wie möglich halblaut lesen.
- Beispiel: z n g e t r k w n o p m q f c a v k l m.

Jeder Buchstabe hat 4,7–5 bit an Information, weil er aus dem Repertoire von 26 deutschen Buchstaben erkannt werden muss und dieser Erkennensvorgang in binären Entscheidungen verläuft. Die insgesamt 20 × 5 bit = 100 bit werden durch die gemessene Lesezeit dividiert. Bei 6,7 s sind es 100 bit/6,7 s = 15 bit/s. Dies entspricht der Maximalleistung eines durchschnittlichen deutschen Erwachsenen. Um Messfehler zu reduzieren, werden vier nach diesem Muster vorgefertigte Reihen vorgegeben. Die beste Leistung zählt. Die Artikulationsgeschwindigkeit spielt dann keine Rolle, wenn keine Buchstaben als Mehrsilber gesprochen werden.

### Praktische Bedeutung
Wie Experimente zeigen, ermittelt man mit dem Lesetest „Buchstabenlesen“ – von Messfehlern abgesehen – die gleichen Werte der Informationsverarbeitungsgeschwindigkeit wie durch Ziffern-, Zahlen oder auch Musiknotenlesen, Mehrfachreiz-Reaktionsmessungen usw. Demnach erfasst man durch derartige Messungen eine generelle Basisgröße der Informationsverarbeitung. Weitere Untersuchungen belegen, dass diese Größe mit dem Niveau der fluiden Intelligenz zusammenhängt: Jemand mit einem Intelligenzquotienten (IQ) von 115 verfügt über eine deutlich höhere Lesegeschwindigkeit als jemand mit dem IQ 100 oder gar IQ 80.

### Biopsychische Einflussgrößen
Bei geistigen Leistungseinbußen durch Bluthochdruck, Normabweichungen des Zuckerspiegels (beispielsweise bei Diabetes), bei demenziellen Syndromen, aber auch nachlassender Sinnestüchtigkeit und geistigen Fehlforderungen (Über- oder Unterforderung) im Alltag nimmt die Lesegeschwindigkeit ab. Durch die Beseitigung derartiger Ursachen erhöht sie sich wieder. So nimmt bei erwachsenen Schwerhörigen, die ihr erstes Hörgerät erhalten, die Informationsverarbeitungsgeschwindigkeit zu. In diesem Rahmen erhöht sich auch ihre Lesegeschwindigkeit: „Wer wieder besser hört, liest schneller“.

## Lesen von Texten

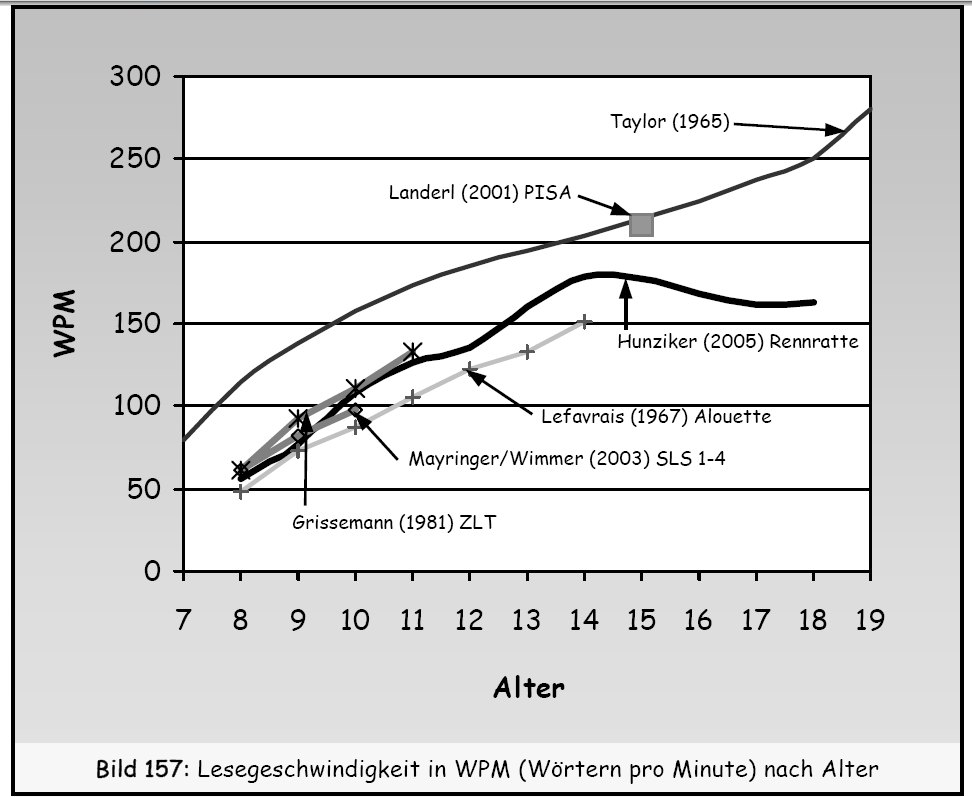
Durchschnittliche Lesegeschwindigkeit nach Alter gemessen mit unterschiedlichen Tests: Die Daten von Taylor und Landerl enthalten dem Alter angepasste Texte, die anderen Tests verwendeten denselben Text für alle Altersstufen.

Das Lesen von Texten unterscheidet sich wesentlich vom Buchstabenlesen, da ein guter Leser imstande ist, sehr häufige kurze Wörter aus der Unschärfe des peripheren Sehens und Wörter mittlerer Häufigkeit als Ganzes, d. h. mit „einer“ Augenfixation zu erkennen.
- Erwachsene, die nicht geübte Leser sind und das Lesen nicht beruflich brauchen, lesen etwa 100 Wörter pro Minute.
- Die durchschnittliche Vorlesegeschwindigkeit liegt dagegen bei etwa 150 Wörtern pro Minute.
- Ein durchschnittlicher, geübter Leser kann etwa 200 bis 300 Wörter pro Minute (WpM) erfassen, sofern der zu lesende Text nicht übermäßig kompliziert ist.
- Schnelle Leser schaffen bis zu 1000 Wörter pro Minute.
- Wissenschaftlich überprüfte Rekorde liegen bei 3000 bis 4000 Wörtern pro Minute.

| Lesertyp                | Lesegeschwindigkeit | Verständnis |
| ----------------------- | ------------------- | ----------- |
| Langsame Leser          | 10–100 WpM          | 30–50 %     |
| Durchschnittliche Leser | 200–240 WpM         | 50–70 %     |
| Gute Leser              | rund 400 WpM        | 70–80 %     |
| ca. 1 % der Bevölkerung | 800–1000 WpM        | >80 %       |
| ca. 1 ‰ der Bevölkerung | >1000 WpM           | >80 %       |

Laut einer Studie von Jakob Nielsen ist die Lesegeschwindigkeit gedruckter Bücher höher als bei elektronischen Büchern. Grundlage war eine Untersuchung mit 24 regelmäßigen Bücherlesern und Apple iPads der ersten Generation sowie Amazon Kindle 2.